# NGC 1490
NGC 1490 este o galaxie eliptică situată în constelația Reticulul. A fost descoperită în 2 noiembrie 1834 de către John Herschel. Se află la o distanță de 74,61 de megaparseci de Pământ.